# تو هاربور (كاليفورنيا)
تو هاربور (بالإنجليزية: Two Harbors)‏، والمعروفة بالعامية باسم «ذي ايسثيمس» (بالإنجليزية: The Isthmus)‏ ، هي قرية صغيرة غير متحدة تقع في جزيرة سانتا كاتالينا في كاليفورنيا، ويبلغ عدد سكانها 298 (تعداد عام 2000). وهي ثاني أكبر تجمع للسكان في الجزيرة، بعد مدينة أفالون. تحتوى هذه القرية الصغيرة على مطعم واحد وفندق واحد ومتجر عام واحد. تضم القرية حوالي 150 من السكان الدائمين الذين يعيشون على مدار السنة. كانت إحدى مميزات القرية البارزة هي مدرسة الفصل الواحد, لكن تم إغلاقها في عام 2014.